# چهاربردار
در نظریه نسبیت خاص بردارها چهار بعدی هستند (بر خلاف فیزیک کلاسیک که در آن بردارها سه بعدی بودند) و به همین دلیل چهار بعدی بودن بردارها در نظریه نسبیت، به آن‌ها لقب چهار بردار داده‌اند.

## در فیزیک کلاسیک
در فیزیک کلاسیک بردارها {\displaystyle {\bf {x}}} سه بعدی و در سه بعد (x, y, z) هستند.

## در نظریه نسبیت
در نظریه نسبیت بردارها {\displaystyle {\bf {X}}} علاوه بر آنکه شامل سه بعد مکانی {\displaystyle x,y,z} هستند شامل یک بعد زمانی {\displaystyle t} نیز هستند. ما چهار بردار مکان-زمان را به شرح زیر تعریف می‌کنیم:
{\displaystyle x^{\mu }=(ct,{\bf {x}})}
که در آن
{\displaystyle \mu =0,1,2,3}
- {\displaystyle x^{0}=ct}
- {\displaystyle x^{1}=x}
- {\displaystyle x^{2}=y}
- {\displaystyle x^{3}=z}

## تبدیلات لورنتس
بر حسب {\displaystyle x^{\mu }} تبدیلات لورنتس شکل متقارن تری به خود می‌گیرند:
- {\displaystyle x'^{0}=\gamma (x^{0}-\beta x^{1})}
- {\displaystyle x'^{1}=\gamma (x^{1}-\beta x^{0})}
- {\displaystyle x'^{2}=x^{2}}
- {\displaystyle x'^{3}=x^{3}}

که در آن‌ها {\displaystyle \beta ={\frac {u}{c}}} پارامتر سرعت و {\displaystyle \gamma } عامل لورنتس هستند.

### تبدیلات لورنتس به صورت فشرده
با استفاده از چهار بردار می‌توان تبدیلات لورنتس را به صورت فشرده تری بازنویسی کرد:
{\displaystyle x'^{\mu }=\sum _{\nu =0}^{3}\Lambda _{\nu }^{\mu }x^{\nu }}

## ماتریس Λ
ضریب‌های {\displaystyle \Lambda _{\nu }^{\mu }} را می‌توان به عنوان عناصری از یک ماتریس Λ دانست:
{\displaystyle \Lambda ={\begin{pmatrix}\gamma &-\gamma \beta &0&0\\-\gamma \beta &\gamma &0&0\\0&0&1&0\\0&0&0&1\end{pmatrix}}}

## قرارداد جمع انیشتین
برای اینکه نخواهیم از علامت جمع بندی Σ استفاده کنیم میتوانیم از قرارداد جمع انیشتین استفاده کنیم که می گوید نمادهای یونانی تکراری را می‌توان از ۰ تا ۳ جمع کرد, در نهایت معادله فشرده تبدیلات لورنتس می‌شود:
{\displaystyle x'^{\mu }=\Lambda _{\nu }^{\mu }x^{\nu }}
به‌عنوان مثال:
- {\displaystyle x'^{0}=\Lambda _{\nu }^{0}x^{\nu }}
- {\displaystyle x'^{0}=\Lambda _{0}^{0}x^{0}+\Lambda _{1}^{0}x^{1}+\Lambda _{2}^{0}x^{2}+\Lambda _{3}^{0}x^{3}}

## کمیت ناوردا چیست؟
در فیزیک کمیتی که در هر سیستم اینرسی دارای همان مقدار می‌باشد را به نام ناوردا می نامند، (به عنوان مثال کمیت {\displaystyle {\bf {x\cdot x}}=x^{2}+y^{2}+z^{2}} در چرخش‌ها ناوردا می‌باشد.)

## ناوردای لورنتس به صورت فشرده
معادله فشرده ناوردای لورنتس با قرارداد جمع انیشتین می‌شود:
{\displaystyle I=g_{\mu \nu }x^{\mu }x^{\nu }=x_{\mu }x^{\mu }}
(نکته: چهار بردار اصلی را با اندیس بالا نمایش می دهند و آن را را چهار بردار پادوردا می نامند، تمام این عملیات بی‌گمان با مهارت خیلی زیاد در فرمول‌نویسی ظاهر می‌شوند فقط به خاطر اینکه سه علامت منفی در ناوردای لورنتس را از بین ببریم.)

## چهار بردار هموردا و متریک g
اجزاء تانسور متریک {\displaystyle g_{\mu \nu }} را می‌توان به صورت یک ماتریس g نشان داد:
{\displaystyle g={\begin{pmatrix}1&0&0&0\\0&-1&0&0\\0&0&-1&0\\0&0&0&-1\end{pmatrix}}}
چهار بردار هموردا را به شکل زیر و با اندیس پایین تعریف می کنیم:
{\displaystyle x_{\mu }=g_{\mu \nu }x^{\nu }=(ct,-{\bf {x}})}
(نکته: در سیستم‌های مختصات غیر دکارتی و در فضاهای خمیده نسبیت عام اجزاء تانسور متریک تغییر می‌کنند.)

## ویژگی‌های چهار بردار مکان-زمان
چهار بردار مکان-زمان {\displaystyle x^{\mu }} برای تمام چهار بردارها یک الگو می‌باشد. به عنوان مثال ما یک چهار برداری {\displaystyle a^{\mu }} را به عنوان یک چیز چهار مؤلفه‌ای بهمان طریق {\displaystyle x^{\mu }} تبدیل می‌شود، زمانی که از یک سیستم اینرسی به سیستم دیگر می رویم با همان ضریب {\displaystyle \Lambda _{\nu }^{\mu }} تعریف می کنیم:
{\displaystyle a'^{\mu }=\Lambda _{\nu }^{\mu }a^{\nu }}

## نحوه تعریف هموردای چهار بردار اصلی
برای هر کدام از چنین چهار بردارهای پادوردایی {\displaystyle a^{\mu }} می‌توان یک چهار برداری هموردا {\displaystyle a_{\mu }} نسبت داد که به سادگی با تغییر علامت مؤلفه‌های فضائی به‌دست آمده‌است:
{\displaystyle a_{\mu }=g_{\mu \nu }a^{\nu }}
همچنین می‌توان از چهار برداری هموردا به‌وسیلهٔ معکوس کردن دوباره علائم به چهار بردار پادوردا برگردیم:
{\displaystyle a^{\mu }=g^{\mu \nu }a_{\mu }}
(نکته: چونکه ماتریس g عکس خودش می‌باشد.)

## نحوه نمایش نقطه ائی
اگر شما از نوشتن نمادها خسته می شوید می‌توانید از علامت نقطه استفاده کنید:
{\displaystyle I={\bf {X\cdot X}}=x_{\mu }x^{\mu }=c^{2}t^{2}-{\bf {x\cdot x}}}

## طبقه‌بندی ناورداهای لورنتسی
توجه کنید که ناوردای لورنتسی {\displaystyle I={\bf {X\cdot X}}} لزوماً مثبت نیست، در واقع ما می‌توانیم تمام چهار برداری‌ها را به علامت به سه دسته طبقه‌بندی کنیم:
- {\displaystyle x^{\mu }} را زمان-گونه (شبه زمان) می نامیم اگر: {\displaystyle I>0}
- {\displaystyle x^{\mu }} را فضا-گونه (شبه فضا) می نامیم اگر : {\displaystyle I<0}
- {\displaystyle x^{\mu }} را نور-گونه (شبه نور) می نامیم اگر: {\displaystyle I=0}

## از بردارها تا تانسورها
مرحله انتقال از بردارها تا تانسورها مرحله کوتاهی است، یک تانسور مرتبه دوم {\displaystyle S^{\mu \nu }} حامل دو اندیس و دارای (۴×۴=۱۶)جزء بوده و با دو ضریب Λ تبدیل می‌شود:
{\displaystyle S'^{\mu \nu }=\Lambda _{\alpha }^{\mu }\Lambda _{\beta }^{\nu }S^{\alpha \beta }}
(نکته: در حقیقت یک بردار {\displaystyle x^{\mu }} تانسور مرتبه یک و یک ناوردا {\displaystyle I} تانسور مرتبه صفر است.)

## انواع تانسورها
- تانسور مرتبه صفر، نمایش اسکالری دارد: {\displaystyle I}
- تانسور مرتبه یک، نمایش برداری دارد: {\displaystyle x^{\mu }}
- تانسور مرتبه دو (مولفه‌های تانسور را در یک ماتریس می‌ریزند، یعنی با ماتریس نمایش می‌دهند): {\displaystyle S^{\mu \nu }}
- تانسور هموردا: {\displaystyle S_{\mu \nu }=g_{\mu \alpha }g_{\nu \beta }S^{\alpha \beta }}
- تانسور مخلوط: {\displaystyle S_{\alpha }^{\mu }=g_{\alpha \nu }S^{\mu \nu }}

توجه کنید که تانسور یک موجود ریاضیاتی است و اسکالر، بردار، ماتریس و... نیست؛ و تنها با بردار، ماتریس و... نمایش داده می‌شود.
توجه کنید که حاصل‌ضرب دو تانسور، خودش یک تانسور می‌شود.